# Le Givre
Le Givre é uma comuna francesa na região administrativa da Pays de la Loire, no departamento de Vendéia. Estende-se por uma área de 12,42 km². Em 2010 a comuna tinha 504 habitantes (densidade: 40,6 hab./km²).